# Magapiidae
Die Magapiidae sind eine Familie mariner Hydrozoen (Hydrozoa). Derzeit sind fünf Arten bekannt, die auf vier Gattungen verteilt werden.

## Merkmale
Die Hydroidpolypen sind nicht bekannt. Die Meduse besitzt einen Schirm, der durch radiale Gruben ober ähnliche Strukturen unterteilt ist. Es sind vier radiale Kanäle vorhanden, der Ringkanal ist rückgebildet. Die soliden Tentakeln setzen relativ hoch über dem Schirmrand (bis etwa auf halber Schirmhöhe) an. Die Tentakeln können mit exumbrellaren Nesselzellenbändern oder Zilienfeldern alternieren. Das Manubrium ist relativ einfach, grob quadratisch röhrenförmig oder konisch und kann sich über den unteren Schirmrand erstrecken. Die Mundöffnung ist rundlich bis annähernd quadratisch. Die Gonaden sind an vier Stellen am Manubrium befestigt, entweder als Klumpen oder als randliche Begrenzung von interradialen Taschen auf dem Manubrium. Es sind keine Ocelli vorhanden. Das Cnidom besteht auf makrobasischen Mastigophoren oder makrobasischen Eurytelen.

## Geographisches Vorkommen
Die fünf Arten stammen aus den Gewässern vor Hongkong (China), Neuseeland, und Papua-Neuguinea.

## Systematik
Die ursprüngliche Typusgattung der Familie Laingia Bouillon, 1978 ist durch Laingia Theobald, 1922, eine Insektengattung bereits vergeben. Peter Schuchert und Jean Bouillon haben die Gattung 2009 deshalb in Magapia nom. nov. umbenannt. Durch die Homonymie der Typusgattung wurde auch der Familienname Laingiidae Bouillon, 1978 ungültig. Er wurde von Peter Schuchert und Jean Bouillon ebenfalls ersetzt, durch Magapiidae. Jean Bouillon schlug 1978 sogar eine Unterklasse Laingiomedusae für die Familie vor. Im Hydrozoa Directory und bei Daly et al. (2007) werden sie aber als Familie der Filifera behandelt.
Der Familie werden in den genannten Publikationen übereinstimmend drei Gattungen zugewiesen. Allerdings wurde 2006 noch eine vierte Gattung dieser Familie beschrieben, die im „Hydrozoa Directory“ noch nicht gelistet ist. Die Gattung Fabienna Schuchert, 1996 wird heute der Familie Proboscidactylidae zugewiesen.
- Jindexiangus Xu & Huang, 2006
- Kantiella Bouillon, 1978
- Magapia Schuchert & Bouillon, 2009

### Online
- Hydrozoa Directory